# 강선우
강선우(姜仙祐, 1978년 6월 2일~)는 대한민국의 정치인, 교수이며, 제21·22대 국회의원이다.

## 학력
- 경상여자고등학교 졸업
- 이화여자대학교 사범대학 영어교육과 학사
- 이화여자대학교 대학원 소비자인간발달학과 석사
- 미국 위스콘신 대학교 매디슨 캠퍼스 대학원 인간발달 및 가족학 박사

## 경력
- 2012~2016: 미국 사우스다코타주립대학교 교수
- 2016. 4. 제20대 국회의원 선거 더불어민주당 비례대표 국회의원 후보
- 2016. 5. 11.~2016. 8. 26. 더불어민주당 상근 부대변인
- 2017. 3. 1.~2017. 5. 2. 성균관대학교 겸임교수
- 2017. 4. 19.~2017. 5. 9. 제19대 대통령 선거 문재인 대통령 후보 선거대책위원회 정책 부대변인
- 2018. 1. 13.~2018. 12. 11. 국가교육회의 전문위원
- 2019. 10. 1.~2020. 5. 12. 국가균형발전위원회 국민소통 특별위원
- 2019. 11. 4.~2020. 4. 15. 더불어민주당 제21대 국회의원 선거 기획단 위원
- 2019. 9. 1.~2020. 5. 8. 민주평화통일자문회의 상임위원
- 2020. 1. 15.~2020. 8. 28. 더불어민주당 더드림청년단 위원
- 2020. 4. 15. 대한민국 제21대 국회의원 선거 당선(서울 강서구 갑, 더불어민주당, 초선)
- 2020. 10. 26.~2021. 5. 2. 더불어민주당 홍보소통위원회 부위원장
- 2020. 11. 4.~2021. 4. 7. 더불어민주당 2021년 재보궐선거 기획단 대변인
- 2020. 12. 7.~2021. 5. 2. 더불어민주당 세계한인민주회의 부의장
- 2020. 12. 9.~2021. 4. 7. 더불어민주당 서울특별시당 공직선거후보자추천관리위원회 부위원장
- 2020. 4. 8.~2020. 4. 15. 더불어민주당 대한민국미래준비선거대책위원회 민생제일추진단 위원
- 2020. 5. 11.~2020. 8. 28. 더불어민주당 젠더폭력근절대책TF 위원
- 2020. 5. 12.~2020. 9. 1. 더불어민주당 원내부대표
- 2020. 6. 10.~2020. 8. 23. 더불어민주당 전국대의원대회준비위원회 당헌.당규.당무발전분과위원회 위원
- 2020. 6. 26.~: 코로나19국난극복상황실 방역보건의료TF 위원
- 2020. 6. 3.~2020. 8. 23. 더불어민주당 전국대의원대회준비위원회 위원
- 2020. 7. 13.~2020. 8. 29. 더불어민주당 서울특별시당 선거관리위원회 위원
- 2020. 7. 24.~ 국회 보건복지위원회 위원
- 2020. 7. 3.~ 미래전환K뉴딜위원회 안전망분과 위원
- 2020. 7. 3.~ 더불어민주당 서울특별시당 강서구 갑 지역위원회 위원장
- 2020. 8. 22.~ 국회 공직자윤리위원회 위원
- 2020. 8. 31.~2021. 5. 2. 더불어민주당 대변인
- 2020. 9.~ 더불어민주당 서울특별시당 운영위원
- 2020. 9. 23.~ 더불어민주당 서울특별시당 홍보소통위원회 위원장
- 2021. 2.~ 국민의 삶 바꾸는 신복지제도 <국민생활기준2030> 대변인
- 2021. 3. 21.~2021. 4. 7. 더불어민주당 2021년 재보궐선거 박영선 서울특별시장 후보 대변인
- 2021. 3. 3.~2021. 5. 2. 더불어민주당 가덕신공항특별위원회 위원
- 2021. 3. 4.~2021. 3. 21. 더불어민주당 2021년 재보궐선거 박영선 서울특별시장 후보 수행실장
- 2021. 3. 5.~2021. 4. 7. 더불어민주당 “대한민국 회복과 도약” 2021년 재보궐선거 선거대책위원회 대변인실 대변인
- 2021. 4. 8.~2021. 4. 15. 더불어민주당 전당대회준비위원회 대변인
- 2021. 4. 8.~2021. 5. 2. 더불어민주당 전국대의원대회 준비위원회 위원
- 2021. 6.28.~2021. 8. 31. 더불어민주당 중앙당선거관리위원회 위원
- 2021. 8. 4.~ 더불어민주당 보육특별위원회 위원장
- 2021. 9.~ 제76차 UN총회 정부 대표단 국회의원 자문단
- 2021. 9.~ 더불어민주당 국가균형발전특별위원회 수도권 서울권 위원
- 2021. 10.~ 한일의원연맹 회원
- 2021. 10.~2024. 8. 더불어민주당 국제위원회 부위원장
- 2021. 11.~2022. 3. 제20대 대통령 선거 더불어민주당 이재명 대통령 후보 중앙선거대책위원회 대변인
- 2022. 4.~2022. 6. 제8회 전국동시지방선거 더불어민주당 서울특별시당 공직선거후보자추천관리위원회 위원
- 2022. 4.~2022. 6. 더불어민주당 선거관리위원회 선거인단 투개표분과위원회 위원장
- 2022. 10.~ 민주연구원 부원장
- 2023. 3.~2024. 4. 더불어민주당 대변인
- 2023. 11.~2024. 4. 더불어민주당 중앙당 공직선거후보자검증위원회 위원
- 2024. 4. 10. 대한민국 제22대 국회의원 선거 당선(서울 강서구 갑, 더불어민주당, 재선)
- 2024. 6.~ 2025. 6. 더민주전국혁신회의 공동상임대표
- 2024. 8.~ 더불어민주당 국제위원회 위원장
- 2024. 8.~ 더불어민주당 의료대란대책특별위원회 부위원장
- 2024. 11.~ 더불어민주당 직능대표자회의 부의장
- 2024. 11.~ 더불어민주당 외교안보통일자문회의 부의장
- 2025. 6.~2025. 8. 국정기획위원회 사회1분과 위원

### 의정 활동
- 2020년 5월 30일~2024년 5월 29일: 제21대 국회의원(서울 강서구 갑, 더불어민주당, 초선)
  - 2020. 6.~2022. 5. 제21대 국회 전반기 보건복지위원회 위원
  - 2020. 6.~2020. 9. 제21대 국회 전반기 운영위원회 위원
  - 2020. 8.~2022. 8. 제21대 국회공직자윤리위원회 위원
  - 2021. 4.~2021. 5. 제21대 국회 국무총리(김부겸) 임명동의에 관한 인사청문특별위원회 위원
  - 2021. 7.~2022. 5. 제21대 국회 전반기 예산결산특별위원회 위원
  - 2021. 8.~2022. 5. 제21대 국회 전반기 여성가족위원회 위원
  - 2022. 7.~2024. 5. 제21대 국회 후반기 보건복지위원회 위원
  - 2022. 11.~2023. 5. 제21대 국회 후반기 예산결산특별위원회 위원
  - 2023. 2.~2023. 12. 제21대 국회 2030 부산세계박람회 유치지원 특별위원회 위원
- 2024년 5월 30일~: 제22대 국회의원(서울 강서구 갑, 더불어민주당, 재선)
  - 2024. 6.~2025. 6. 제22대 국회 전반기 보건복지위원회 간사
  - 2025. 3.~ 제22대 국회 연금개혁 특별위원회 위원
  - 2025. 7.~ 제22대 국회 전반기 보건복지위원회 위원

### 외교
- 한-호주 의원친선협회 이사

- 한-니카라과 의원친선협회 부회장
- 한-세르비아 의원친선협회 부회장
- 2021. 5. 24.~2021. 5. 28. 제142차 IPU(국제의원연맹) 지정학적그룹(아시아태평양그룹) 의장국 총회 대한민국 대표단원
- 2021. 4. 12. IPU(국제의원연맹) 사무총장 화상브리핑 지정학적그룹(아시아태평양그룹) 의장국 수임 관련 대한민국 대표의원
- 2021. 1. 11. IPU(국제의원연맹) 지정학적그룹(아시아태평양그룹) 의장국 초청 총회 대한민국 대표의원
- 2020. 9. 15.~2021. 9. 13. 제75차 UN총회 국회의원 자문단

### 수상경력
- 2021. 6. 4. 제1회 대한민국 국회 의정대상 수상
- 2021. 10. 8. 장애인인권포럼 국회장애인정책우수의원(3분기)
- 2021. 11. 12. 장애인인권포럼 국회장애인정책우수의원(4분기)
- 2021. 11. 23. 대한치매학회 국정감사 우수 국회의원 특별상
- 2021. 12. 6. 2021 한국장애인인권포럼 올해의 장애인정책 의정활동 우수의원상
- 2022. 1. 26. 법률소비자연맹 국정감사NGO모니터단 국정감사 국리민복상
- 2022. 4. 18. 국회를 빛낸 바른 정치언어상 모범언어상

### 기타
- 2020. 12. 28. 제대로 된 공공어린이재활병원을 위한 전국시민TF 연대 공로패 수상
- 2021. 3. 25. 국회입법조사처 선정 국회의장 공로패 수상

## 역대 선거 결과
|  | 25.54% |

|  | 55.89% |

|  | 58.55% |

## 소속 정당
| 소속 정당 | 소속 정당    | 소속 기간 | 비고      |
| --------- | ------------ | --------- | --------- |
|           | 더불어민주당 | 2016~현재 | 정계 입문 |

## 같이 보기
- 강서구 갑
- 서울 강서구의 국회의원